# کریستینهامن
شهر کریستینهامن (به سوئدی: Kristinehamn) در ناحیه شهری کریستینهامن در کشور سوئد واقع شده‌است. جمعیت این شهر ۱۳۲۹٫۰۹  نفر است.